# Nyírláp
A nyírláp (babérfüzes nyírláp, Salici pentandrae-Betuletum) hideg időszakok nedvességkedvelő palearktikus erdőtársulása.

## Elterjedése
Alapvetően Észak-Európában jellemző, a Kárpát-medencében jégkorszaki reliktumként, szórványosan fordul elő. Elszórt, kis foltjai Magyarország két tájegységén:
- a Nyírségben (a Bátorligeti Ősláp Természetvédelmi Területen) és
- a Hanságban (a Fertő–Hanság Nemzeti Parkban)

találhatók meg.

## Jellemző növényei
A lombkoronaszint két jellemző faja a babérfűz (Salix pentandra) és a szőrös nyír (Betula pubescens) – mindkettő maga is reliktum faj.
Jellemző kísérő fajok:
- rezgő nyár (Populus tremula),
- kutyabenge (Frangula spp.),
- sövényszulák (Calystegia sepium),
- tőzegpáfrány (Thelypteris palustris),
- mocsári gólyahír (Caltha palustris),
- mocsári kocsord (Peucedanum palustre).

A bátorligeti ősláp egyik különlegessége egy, a kankalinfélék családjába tartozó hínárnövény, a virágzó békatutaj, aminek csak 20–25 cm magas virágzata emelkedik ki a vízből.